# Slag bij Te-Li-Ssu

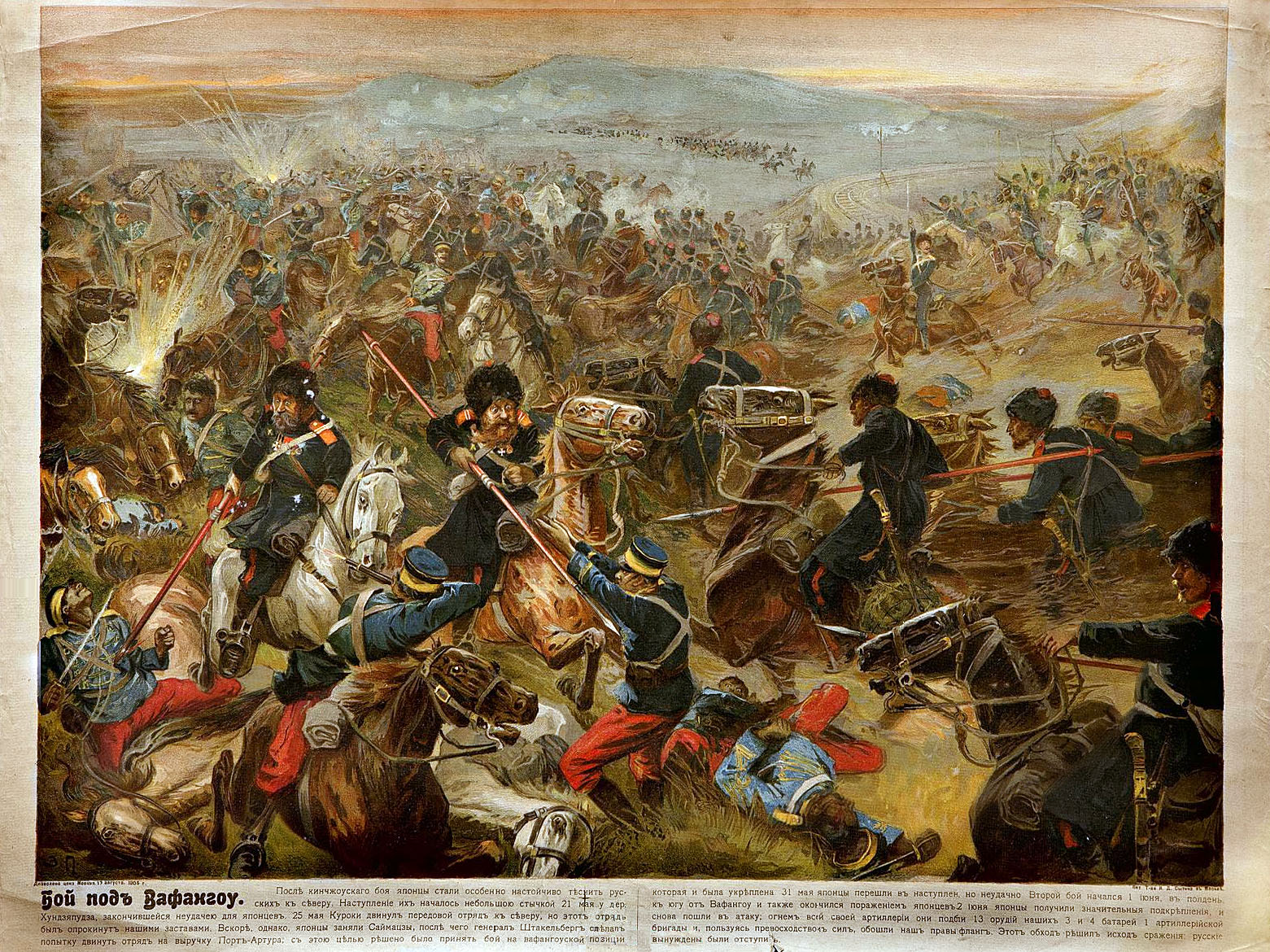
Contemporaine Russische afbeelding van de slag

De Slag bij Te-Li-Ssu (Japans: 得利寺の戦い, Tokuriji no tatakai) of Slag bij Wafangou (Russisch: Бой у Вафангоу) was een veldslag in de Russisch-Japanse Oorlog op 14 en 15 juni 1904.  De slag vond plaats in de nabijheid van het dorp Te-Li-Ssu (het huidige Delisi in de provincie Liaoning), op  zo'n 130 km ten noorden van Port Arthur. 

## Achtergrond
Na de verloren Slag bij Nanshan kwam onderkoning Jevgeni Ivanovitsj Aleksejev onder druk om iets te doen tegen een omsingeling van de strategisch belangrijke haven Port Arthur. Opperbevelhebber generaal Aleksej Koeropatkin verzette zich tegen een actie en wilde te Mukden wachten op versterking langs de Trans-Siberische spoorlijn. Op 27 mei 1904 ontbood Aleksejev generaal Koeropatkin naar Mukden. De twee ruzieden en Nicolaas II van Rusland  te Sint-Petersburg moest beslissen. De tsaar volgde Aleksejev en generaal Koeropatkin moest tegen zijn zin vanuit Liaoyang aanvallen naar Port Arthur.
Luitenant-generaal Georgi Stackelberg kreeg 27.000 infanterie, 2.500 cavalerie onder luitenant-generaal Simonov en 98 kanonnen en moest naar het zuiden om Nanshan te heroveren en  Port Arthur te verdedigen.
Na de Slag bij Nanshan bezette generaal Oku Yasukata de haven Dalian en hij herstelde er de pieren. Op 5 mei 1904 kwam generaal Maresuke Nogi te Dalian aan om met zijn 3e Leger Port Arthur aan te vallen. 
Oku beschikte over 36.000 infanterie, 2.000 cavalerie en 216 artilleriestukken. Op 13 juni 1904 marcheerde Oku naar het noorden langsheen de spoorlijn ten zuiden van Liaoyang.
Er waren schermutselingen van infanterie en wederzijdse beschietingen met artillerie. Stackelberg dacht, dat generaal Oku Port Arthur wilde innemen. Stackelberg sloeg zijn hoofdkwartier op te Te-Li-Ssu en deed de stellingen versterken en de troepen ingraven langs de spoorweg. De ruiterij van Simonov dekte de rechterflank af.

## De slag
Op 14 juni 1904 begon de slag met een artilleriebeschieting. De Japanners hadden meer kanonnen en schoten meer raak. Het nieuw Russisch Putilov M-1903 kanon werd voor het eerst gebruikt, maar de kanonniers waren slecht opgeleid.
Oku viel frontaal aan met de 3e en 5e divisies, één aan weerszijden van de spoorlijn. Tegelijk manoeuvreerde de 4e divisie snel naar het westen langs de Fuchouvallei om de rechterflank te omsingelen. Russische voorposten bemerkten het manoeuvre, maar door de mist konden ze Stackelberg niet verwittigen met hun heliograaf.
De aanval in het centrum woedde tot in de nacht. Stackelberg verwachtte een aanval op de linkerflank en hij stuurde zijn reserve naar links.
Oku zette zijn hoofdaanval in tegen zonsopgang. Ook Stackelberg wilde in de ochtend een tegenaanval inzetten, maar hij had het tijdstip vaag gelaten en geen schriftelijke, maar mondelinge bevelen gegeven. De Russen vielen wel aan, maar noch allemaal, noch tegelijk, zodat de tegenaanval op niets uitliep. Niet lang daarna ontving Stackelberg berichten over een grote aanval op de rechterflank. Om omsingeling te vermijden, gaf Stackelberg om 11u30 bevel tot terugtocht. De Russen lieten hun artillerie achter. Er werd tot 14u00 gevochten. Russische versterking kwam per trein aan, net toen de Japanse artillerie het treinstation onder vuur nam. Rond 15u00 zag Stackelberg een grote nederlaag tegemoet, maar hevige storm met regen hielpen hem ontkomen naar Mukden.

## Resultaat
De Russen telden minstens 477 doden, 2.240 gewonden en 754 vermisten. De Japanners telden 217 doden en 946 gewonden. De Japanners rukten op naar de strategisch belangrijke haven Port Arthur.